# Martian Manhunter
Martian Manhunter (echte naam J'onn J'onzz, ook bekend als de Manhunter from Mars) is een fictieve buitenaardse superheld uit de strips van DC Comics. Hij maakte zijn debuut in het verhaal "The Strange Experiment of Dr. Erdel" uit Detective Comics #225 (November 1955), geschreven door Jack Miller en getekend door Joe Certa.

## Biografie
J'onzz is een bewoner van de planeet Mars. Hoewel hij van vorm kan veranderen doet hij zich meestal voor als een groene humanoïde.
In zijn debuutverhaal werd J'onn J'onzz per ongeluk naar de aarde geteleporteerd door de wetenschapper dr. Erdel, die vrijwel meteen stierf aan een hartaanval. Hierdoor kwam de Marsbewoner vast te zitten op Aarde. Hij vermomde zich als een mens, en nam de identiteit aan van politiedetective John Jones.
Als John Jones sloot hij zich aan bij de politie, en gebruikte in het geheim zijn krachten om de aardlingen te helpen.
Uiteindelijk onthulde J'onn zijn bestaan aan de wereld, waarna hij een superheld werd en meehielp de Justice League op te richten.
In latere verhalen werd J’onns oorsprong wat aangepast: Mars was dood toen J’onn werd weggeteleporteerd. De andere Marsbewoners waren gestorven aan een psychische aandoening, of door een vijandige alien-invasie.
Martian Manhunters geschiedenis is nauw verbonden met die van de Justice League. Hij is een van de oprichters en diende lange tijd als een van de voornaamste leden. In Justice League International onthulde J'onzz dat zijn bekende uiterlijk niet zijn echte vorm is, maar meer een mix van zijn Martiaanse vorm en een mens. Zijn echte vorm is privé, en werd zelfs op Mars niet openbaar gebruikt.
Bij de League werkte J’onzz ook vaak onder de naam "Bloodwynd".
Martian Manhunter kreeg in 1998 zijn eigen stripserie, geschreven door John Ostrander en getekend door Tom Mandrake. De serie liep slechts 36 delen vanwege tegenvallende verkoopcijfers. In de serie werd onthuld dat J’onzz een broer had genaamd Ma'alefa'ak, die zijn krachten juist voor het slechte gebruikte. Hij deed zich voor als J’onzz om iedereen ervan te overtuigen dat J’onzz een sociopaat geworden was. J’onzz was in staat om zijn naam te zuiveren.
De serie ging ook dieper in op de geschiedenis van zowel de Manhunter als het Saturniaanse ras.
In een strip van JLA geschreven door Joe Kelly probeerde J'onn zijn angst voor vuur te overwinnen door een deal te maken met de schurk Scorch, die in ruil daarvoor J'onzz' telepathische hulp wilde vanwege haar eigen geestelijke problemen. In dit verhaal werd onthuld dat de groene Marsbewoners vroeger tot een ras behoorden genaamd de “Burnings”. Deze Burnings plantten zich voort via vuur, en dreigden het hele universum te doen verbranden. Daarom splitsten de Guardians of the Universe hen op in Groene en Witte Marsbewoners, en gaven beide partijen een angst voor vuur. Toen J’onzz zijn angst voor vuur overwon, veranderde hij terug in een Burning. Hij nam de naam Fernus aan, en begon alles om zich heen te verwoesten.
De Justice League wist Fernus te verslaan met behulp van Plastic Man, die immuun was voor telepathische aanvallen en ook van vorm kon veranderen. Vervolgens hielpen ze met behulp van de mystieke held Manitou Raven J’onzzs oude persoonlijkheid te ontwaken.
J’onzz speelde een rol in de verhaallijn Infinite Crisis. Tegenwoordig is hij lid van het team de Outsiders.

## Krachten en vaardigheden
Martian Manhunter staat ook wel bekend als het Zwitsers zakmes onder de superhelden. Hij beschikt over een groot arsenaal aan krachten. Veel ervan zijn gelijk aan die van Superman, waaronder bovenmenselijke kracht, snelheid en uithoudingsvermogen, en het vermogen om te vliegen.
Een van de voornaamste krachten van Martian Manhunter is die van vormverandering. Hij kan zijn lichaam vrijwel elke gedaante aan laten nemen. Zo kan hij zich perfect vermommen als een mens. Tevens stelt het hem in staat om onzichtbaar te worden, en zijn eigen dichtheid te veranderen zodat hij door vaste voorwerpen kan lopen en niemand hem vast kan pakken.
Naast fysieke krachten beschikt Martian Manhunter ook over telepathie. Hij kan mentaal met anderen praten en anderen opsporen door middel van zijn gedachten.
Als Marsbewoner beschikt Martian Manhunter over 9 zintuigen, maar de meeste worden maar zelden gezien of gebruikt.
Een van Martian Manhunters zwakheden is vuur. Hij heeft een grote pyrofobie en wordt machteloos als hij in de buurt van vuur komt (vergelijkbaar met Supermans zwakte voor Kryptoniet). Te lange blootstelling aan vuur kan hem zelfs zijn fysieke vorm doen verliezen, zodat hij “smelt” tot groen plasma.

## In andere media
- J'onn J'onzz deed mee in de televisiefilm Justice League of America uit 1997. Hij werd gespeeld door David Ogden Stiers.

- Martian Manhunter was een vast personage in de series Justice League en Justice League Unlimited. In deze series waren zijn banden met de Justice League nog sterker. De League werd gevormd om een buitenaardse invasie te stoppen. Deze aliens hadden daarvoor Mars aangevallen en op J’onzz na iedereen uitgeroeid. J’onzz waarschuwde de aarde voor de komst van de aliens, en gebruikte zijn telepathie om zes andere helden bij elkaar te roepen.

- In seizoen zes van de serie Smallville werd John Jones gespeeld door Phil Morris

- Martian Manhunter had een gastoptreden in de serie The Batman.

- Tevens een rol in de graphic novel The Dark Knight Strikes Again.

- Martian Manhunter speelt mee in de animatiefilms Justice League: The New Frontier uit 2008 en Justice League: Crisis on Two Earths uit 2010.

- Martian Manhunter komt voor in Supergirl gespeeld door David Harewood vermomd als Hank Henshaw.